# Urszula Włodarczyk
Urszula Włodarczyk (* 22. Dezember 1965 in Wałbrzych) ist eine ehemalige polnische Leichtathletin, die sich im Siebenkampf, im Hallenfünfkampf und im Dreisprung bei internationalen Veranstaltungen unter den besten Acht platzieren konnte. 1998 wurde sie Halleneuropameisterin und Vizeeuropameisterin im Freien.

## Karriere

### Bis 1995
1990 übertraf Urszula Włodarczyk in ihrem 32. Siebenkampf mit 6021 Punkten erstmals die 6000-Punkte-Marke und gewann damit ihren zweiten polnischen Meistertitel nach 1988. 1991 verbesserte sie sich bei den Polnischen Meisterschaften auf 6374 Punkte. Bei der Universiade in Sheffield belegte sie mit 6319 Punkten den zweiten Platz hinter der deutschen Birgit Clarius. Fünf Wochen später steigerte Włodarczyk ihre Bestleistung bei den Weltmeisterschaften in Tokio auf 6391 Punkte und belegte damit den sechsten Platz. Zum Saisonabschluss 1991 gelangen ihr 6425 Punkte beim Einladungswettkampf in Talence.
1992 nahm Włodarczyk an den Halleneuropameisterschaften in Genua teil und gewann mit persönlicher Bestleistung von 4651 Punkten die Bronzemedaille hinter den beiden Rumäninnen Liliana Năstase und Petra Văideanu. In der Freiluftsaison gewann Włodarczyk ihren vierten polnischen Meistertitel und belegte bei den Olympischen Spielen in Barcelona den achten Platz mit 6333 Punkten.
Bei den Hallenweltmeisterschaften 1993 wurde der Fünfkampf als Demonstrationswettbewerb ausgetragen und zählte noch nicht zum offiziellen Weltmeisterschaftsprogramm. Nastase gewann den Wettkampf mit 4686 Punkten vor Włodarczyk mit 4667 Punkten. Nach dem Sieg bei den Polnischen Meisterschaften Mitte Juni gewann sie Mitte Juli mit 6127 Punkten bei der Universiade in Buffalo die Goldmedaille. Bei den Weltmeisterschaften in Stuttgart erreichte sie mit 6394 Punkten den fünften Platz. In Stuttgart trat sie auch im erstmals ausgetragenen Dreisprung an und belegte mit 13,80 m den achten Platz. Włodarczyk gewann von 1990 bis 1994 vier polnische Meistertitel im Dreisprung.
Bei den Halleneuropameisterschaften 1994 in Paris-Bercy gewann Urszula Włodarczyk die Bronzemedaille hinter der Russin Larissa Turtschinskaja und der Ungarin Rita Ináncsi, mit 4668 Punkten verbesserte Włodarczyk dabei ihre Bestleistung um einen Punkt. In der Freiluftsaison gelang ihr bei den Europameisterschaften in Helsinki mit 6322 Punkten wie in der Halle der Gewinn der Bronzemedaille hinter der deutschen Sabine Braun und hinter Rita Ináncsi. Während Włodarczyk auf Ináncsi achtzig Punkt Rückstand hatte, lag sie nur 11 und 14 Punkte vor den beiden Russinnen Larissa Turtschinskaja und Swetlana Moskalez. 1995 wurde Włodarczyk zum dritten Mal nach 1989 und 1992 polnische Hallenmeisterin im Fünfkampf. Im Freien wurde sie mit 6248 Punkten Neunte bei den Weltmeisterschaften in Göteborg.

### Ab 1996
Auch die nächsten großen Meisterschaften fand in Schweden statt, bei den Halleneuropameisterschaften 1996 in Stockholm wurde Włodarczyk mit 4597 Punkten Zweite hinter der Russin Jelena Lebedenko. Bei den Olympischen Spielen in Atlanta konnte Włodarczyk ihre fast fünf Jahre alte Bestleistung auf 6484 Punkte verbessern. Damit erreichte sie den vierten Platz, ganze fünf Punkte hinter der Britin Denise Lewis auf dem Bronzerang. Drei Wochen nach Atlanta nahm Włodarczyk nach drei Jahren wieder an den Polnischen Meisterschaften teil und gewann mit 6132 Punkten.
1997 nahm Włodarczyk an zwei Hallenfünfkämpfen teil. In Prag gewann sie einen Einladungswettkampf, bei den Hallenweltmeisterschaften in Paris-Bercy verfehlte sie als Vierte mit 4613 Punkten die Bronzemedaille um 14 Punkte. Bei den Freiluftweltmeisterschaften in Athen übertraf sie mit 6542 Punkten ihre persönliche Bestleistung um 58 Punkte, als Viertplatzierter fehlten ihr letztlich 24 weitere Punkte auf Bronze. Drei Wochen nach Athen gewann Urszula Włodarczyk ihren siebten und letzten polnischen Meistertitel im Siebenkampf.
1998 steigerte sie ihre Hallenbestleistung auf 4808 Punkte und gewann mit dieser Leistung den Titel bei den Halleneuropameisterschaften in Valencia. Im Freien wurde sie mit 6460 Punkten hinter Denise Lewis Zweite bei den Europameisterschaften in Budapest. Bei den Hallenweltmeisterschaften 1999 in Maebashi gelangen ihr 4596 Punkte und Platz drei hinter der US-Amerikanerin Le Shundra Nathan und der Russin Irina Belowa. Im Freien hatte Włodarczyk eine schwächere Saison, ihre Saisonbestleistung von 6287 Punkten bedeuteten den siebten Platz bei den Weltmeisterschaften in Sevilla.
Im Februar 2000 trat Włodarczyk nach fünf Jahren wieder bei den Polnischen Hallenmeisterschaften an und gewann dort ihren letzten Landesmeistertitel. Bei den Halleneuropameisterschaften in Gent gewann sie mit 4590 Punkten Bronze hinter der deutschen Karin Ertl und der Russin Irina Wostrikowa. In der Freiluftsaison absolvierte Włodarczyk sechs Siebenkämpfe, ihre Saisonbestleistung gelang ihr bei den Olympischen Spielen in Sydney, als sie mit 6470 Punkten Vierte wurde. Dieser Wettkampf sollte ihr letzter 6000-Punkte-Wettkampf bleiben. Bei den Hallenweltmeisterschaften 2001 in Lissabon belegte sie nach Verletzung den achten und letzten Platz.
Insgesamt gelangen Włodarczyk in ihrer Karriere 54 Siebenkämpfe mit mehr als 6000 Punkten, sieben mehr als Sabine Braun, die auf Platz zwei dieser Ewigen Weltbestenliste liegt (Stand 31. Dezember 2007). Sie gewann 12 polnische Meistertitel im Freien und 13 in der Halle. Bei einer Körpergröße von 1,80 m hatte sie ein Wettkampfgewicht von 68 kg.